# رالف سنتولا
رالف سنتولا (به انگلیسی: Ralph Santoll) نوازنده گیتار ایتالیایی-آمریکایی در سبک هوی متال بود و سابقه نواختن گیتار در گروه‌های مختلفی را داشت.
او در گروه دیساید به نوازندگی پرداخت و همچنین در گروه‌های دیگری از جمله آیواتنس، دث (او هرگز در ضبط آلبومی حضور نداشت، تنها در یک تور در سال ۱۹۹۳ همراه گروه بود و فقط در ویدئو «جادوگر» حاضر شد)، میلینیوم، آیسد ارث و سباستین باخ نیز به نوازندگی مشغول بوده ست.
در ۳ ژوئن ۲۰۰۷ خبری منتشر شد مبنی بر اینکه سنتولا جایگزین آلن وست در گروه آبیچوآری شده تا در ضبط آلبوم بازگشت اگزکیوشنر شرکت کند. رالف به داشتن اصلیتی ایتالیایی افتخار می‌کرد و همیشه پرچم ایتالیا روی گیتار جکسون و ایبانز او دیده می‌شد.
البته او با شرکت جکسون گیتارز همکاری می‌کرد و همچنین با شرکت‌های ئی اس پی گیتارز و دین گیتارز نیز همکاری داشت. او از راندال آمپیلی فایرز استفاده می‌کرد.